# Leucophaeus
Leucophaeus je mali rod srednje velikih galebova Novoga svijeta, od kojih je većina tamnog perja, obično s bijelim polumjesecima iznad i ispod očiju. Donedavno su bili smješteni u rod Larus. Ime roda Leucophaeus potječe od starogrčkog leukos, "bijeli", i phaios, "sumračan".

## Vrste
| Slika | Latinski naziv          | Ime               | Rasprostranjenost                                                 |
| ----- | ----------------------- | ----------------- | ----------------------------------------------------------------- |
|       | Leucophaeus scoresbii   | Mageljanski galeb | obale Čilea, Argentine i Falklandskih otoka                       |
|       | Leucophaeus modestus    | Sivi galeb        | Kostarika, Kolumbija, Ekvador, Peru i Čile                        |
|       | Leucophaeus fuliginosus | Mrki galeb        | Otočje Galápagos                                                  |
|       | Leucophaeus atricilla   | Astečki galeb     | Atlantska obala Sjeverne Amerike, Kariba i sjeverna Južna Amerika |
|       | Leucophaeus pipixcan    | Prerijski galeb   | Argentina, Karibi, Čile i Peru. Kanada                            |